# Strada statale 604 di Alberobello
La ex strada statale 604 di Alberobello (SS 604), ora strada provinciale 239 di Alberobello (SP 239), è una strada provinciale italiana, appartenente alla provincia di Bari.

## Percorso
Ha origine dalla strada statale 100 di Gioia del Colle all'altezza dello svincolo di Gioia del Colle centro, e assume subito l'orientamento ovest-est che la caratterizza per tutto il suo percorso. All'altezza del comune di Noci, evita l'attraversamento del centro abitato in variante, presentando un tratto in comune con la ex strada statale 377 delle Grotte. L'arteria prosegue quindi fino ad Alberobello, anch'essa evitata in variante, innestandosi sulla strada statale 172 dei Trulli.

## Storia
Già contemplata nel piano generale delle strade aventi i requisiti di statale del 1959, è
solo col decreto del Ministro dei lavori pubblici del 23 settembre 1969 che viene elevata a rango di statale con i seguenti capisaldi d'itinerario: "innesto strada statale n. 100 a Gioia del Colle - Noci - innesto strada statale n. 172 ad Alberobello".
In seguito al decreto legislativo n. 112 del 1998, dal 2001 la gestione è passata dall'ANAS alla Regione Puglia, che ha provveduto al trasferimento dell'infrastruttura al demanio della Provincia di Bari.